# Johnny Mnemonic
Johnny Mnemonic è un film del 1995 diretto da Robert Longo e interpretato da Keanu Reeves. La pellicola è basata sull'omonimo racconto di fantascienza cyberpunk Johnny Mnemonico (Johnny Mnemonic) di William Gibson, che curò personalmente la sceneggiatura, in collaborazione con l'artista americano Robert Longo, al suo debutto come regista.

## Trama
Anno 2021. Johnny è un "ricordante", cioè un corriere-dati, che è stato ingaggiato, tramite il malvivente Ralfi che gli ha proposto un affare, per trasportare un software illegale senza fare domande. Per questo utilizza una "bolla di memoria" inserita chirurgicamente nel proprio cervello, la cui installazione gli ha provocato la perdita di gran parte dei ricordi (in particolare l'infanzia) e che ora vorrebbe rimuovere per ricordare di nuovo. Al momento del caricamento dei dati, Johnny scopre che la sua capacità di immagazzinamento è la metà del necessario, obbligandolo ad usare un metodo pericoloso che minaccia di provocargli un collasso neurale.
Si trova inoltre coinvolto in un affare pericoloso in quanto i suoi clienti hanno rubato dati molto importanti e la yakuza, per conto della multinazionale Pharmakom di Takahashi (che controlla anche Chrome, una misteriosa intelligenza nel computer della sede centrale), li rivuole indietro. La temuta organizzazione, che ha assorbito da tempo la mafia e le triadi, invia Shinji, un boss armato con un laccio monomolecolare innestato al posto di un pollice e in grado di tagliare in due chi tenta di opporglisi, cosa che fa con Ralfi, divenuto inutile ai fini dell'organizzazione. A spalleggiare Johnny arriva Jane, una bella guardia del corpo dagli innesti bionici in vena di avanzamento socioeconomico. Comincia una lunga fuga che li porterà nei sobborghi più squallidi e pericolosi della sterminata Newark.
Dopo un tentativo fallito di Johnny di contattare la Pharmakom, per un accordo per salvarsi restituendo i dati rubati ed evitarsi il collasso neurale, i due vanno prima dal dottore di strada Spider, che ha creato gli impianti per Jane, poi si rifugiano nel territorio dominato dai Lo-Tek, una subcultura metropolitana ribellatasi al sistema delle multinazionali guidata da J-Bone. Nel frattempo, Takahashi, frustrato dai fallimenti di Shinji e della Yakuza, ha ingaggiato anche un sicario, il Predicatore di strada Karl Honig, un cyborg maniaco religioso che si considera il primo post-umano e agisce in solitario.
Johnny si trova al centro di un conflitto tra i Lo-Tek, gli unici a possedere una tecnologia (il Delfino Jones) in grado di aiutarlo a sopravvivere recuperando i dati, la Yakuza (con Shinji pronto a tradire Takahashi alla prima occasione) e il terribile Karl Honig. I preziosi dati, alla fine, sono la cura di una micidiale malattia epidemica, la NAS, sindrome da attenuazione del sistema nervoso, volgarmente chiamata Tremore Nero, diffusasi su scala globale e causata dalla sovraesposizione alle apparecchiature tecnologiche. Di fatto, la Pharmakom, in possesso da otto mesi della cura, ha preferito tenerla segreta persino allo stesso Takahashi, da qualche tempo in lutto per la morte della figlia causata dalla NAS. Anziché dare la soluzione definitiva al problema, la multinazionale non l'ha divulgata poiché i trattamenti a vita sono più redditizi.
Johnny con l'aiuto di Jane e J-Bone sconfigge Shinji e Karl Honig ed estrae la cura per la NAS dal proprio cervello trasmettendo il download in mondovisione tramite la rete underground di J-Bone.

## Produzione
La sceneggiatura fu sviluppata dallo scrittore William Gibson a partire dal proprio racconto omonimo del 1981, in collaborazione con l'artista americano Robert Longo, qui al debutto come regista.
Le riprese principali si tennero tra il gennaio e l'aprile 1994 a Toronto, che sostituì Newark per gli esterni, e a Montréal, dove furono ricostruiti alcuni set di Pechino.
Il budget previsto in origine per un film indipendente di 1,5 milioni di dollari crebbe fino a circa 26-30 milioni dopo l'ingresso di Keanu Reeves e del produttore Robert Lantos.
Il montaggio consegnato da Longo durava 120 minuti; la TriStar Pictures impose tagli e rimontaggi, riducendo la versione uscita in sala a 96 minuti.

## Colonna sonora
La colonna sonora Johnny Mnemonic – Music from the Motion Picture fu pubblicata da Columbia Records il 23 maggio 1995 su CD e musicassetta (cat. COL 66909). Contiene brani di Stabbing Westward, Helmet, Orbital, KMFDM, Rollins Band, Bono & The Edge, oltre a due tracce originali del compositore Brad Fiedel.
Le musiche di Fiedel furono registrate ai Track Record Studios di North Hollywood utilizzando sintetizzatori digitali e campionatori Synclavier.

## Distribuzione
La pellicola fu distribuita negli Stati Uniti dalla TriStar il 26 maggio 1995.
In Canada uscì nello stesso fine settimana tramite Alliance Communications, mentre in Italia debuttò il 27 ottobre 1995 a cura di Columbia Tristar Films Italia.

## Accoglienza

### Incassi
Il film fu un grave insuccesso al botteghino: costato circa 26 milioni di dollari, incassò 7,4 milioni nel primo fine-settimana e 19,0 milioni complessivi nel mercato statunitense.
Le stime disponibili fissano il totale mondiale a circa 19,1 milioni di dollari, risultato inferiore ai costi di produzione.

### Critica
Fantafilm scrive che sono "numerosi gli atout di questa pellicola, dal grande uso della computer grafica, alle molte trovate originali, al cast davvero importante", tuttavia la critica alla sua uscita giudicò negativamente il film, anzitutto per la sceneggiatura, anche se furono apprezzate le scenografie di Nilo Rodis-Jamero e la colonna sonora.
Kenneth Turan del Los Angeles Times scrisse che il film «mette un eroe vuoto in un universo cyberpunk che i suoi autori non sembrano comprendere appieno».
Roger Ebert gli dedicò due stelle su quattro, definendolo «goffo, ma visivamente affascinante in modo bizzarro».
Su Rotten Tomatoes il film detiene il 13% di recensioni positive su 55 valutazioni, con voto medio 3,9/10.
Metacritic assegna un punteggio di 36/100 basato su 25 recensioni.

## Riconoscimenti
- 1996 - Genie Award
  - Golden Reel Award
  - Candidatura alla migliore colonna sonora a Don White, Douglas Ganton, Leslie Shatz e Scott Purdy
  - Candidatura alla migliore scenografia a Nilo Rodis-Jamero
- 1996 - Razzie Awards
  - Candidatura al peggior attore a Keanu Reeves
- 1996 - The Stinkers Bad Movie Awards
  - What Were They Thinking and Why? a Don Carmody